# Saint-Just (Cher)
Pour les articles homonymes, voir Saint-Just (homonymie).
Saint-Just est une commune française située dans le département du Cher en région Centre-Val de Loire.

## Géographie

### Climat
Pour des articles plus généraux, voir Climat du Centre-Val de Loire et Climat du Cher.
En 2010, le climat de la commune est de type climat océanique dégradé des plaines du Centre et du Nord, selon une étude du CNRS s'appuyant sur une série de données couvrant la période 1971-2000. En 2020, Météo-France publie une typologie des climats de la France métropolitaine dans laquelle la commune est exposée à un climat océanique altéré et est dans la région climatique  Centre et contreforts nord du Massif Central, caractérisée par un air sec en été et un bon ensoleillement. 
Pour la période 1971-2000, la température annuelle moyenne est de 11,3 °C, avec une amplitude thermique annuelle de 15,9 °C. Le cumul annuel moyen de précipitations est de 757 mm, avec 11,6 jours de précipitations en janvier et 7,4 jours en juillet. Pour la période 1991-2020, la température moyenne annuelle observée sur la station météorologique la plus proche, située sur la commune de Bourges à 13 km à vol d'oiseau, est de 12,1 °C et le cumul annuel moyen de précipitations est de 742,7 mm,. Pour l'avenir, les paramètres climatiques de la commune estimés pour 2050 selon différents scénarios d'émission de gaz à effet de serre sont consultables sur un site dédié publié par Météo-France en novembre 2022.

## Urbanisme

### Typologie
Au 1er janvier 2024, Saint-Just est catégorisée commune rurale à habitat dispersé, selon la nouvelle grille communale de densité à 7 niveaux définie par l'Insee en 2022.
Elle est située hors unité urbaine. Par ailleurs la commune fait partie de l'aire d'attraction de Bourges, dont elle est une commune de la couronne,. Cette aire, qui regroupe 111 communes, est catégorisée dans les aires de 50 000 à moins de 200 000 habitants,.

### Occupation des sols
L'occupation des sols de la commune, telle qu'elle ressort de la base de données européenne d’occupation biophysique des sols Corine Land Cover (CLC), est marquée par l'importance des territoires agricoles (96,5 % en 2018), une proportion sensiblement équivalente à celle de 1990 (96,9 %). La répartition détaillée en 2018 est la suivante : 
terres arables (85,5 %), prairies (9,1 %), zones urbanisées (3 %), zones agricoles hétérogènes (1,9 %), forêts (0,6 %).
L'évolution de l’occupation des sols de la commune et de ses infrastructures peut être observée sur les différentes représentations cartographiques du territoire : la carte de Cassini (XVIIIe siècle), la carte d'état-major (1820-1866) et les cartes ou photos aériennes de l'IGN pour la période actuelle (1950 à aujourd'hui).

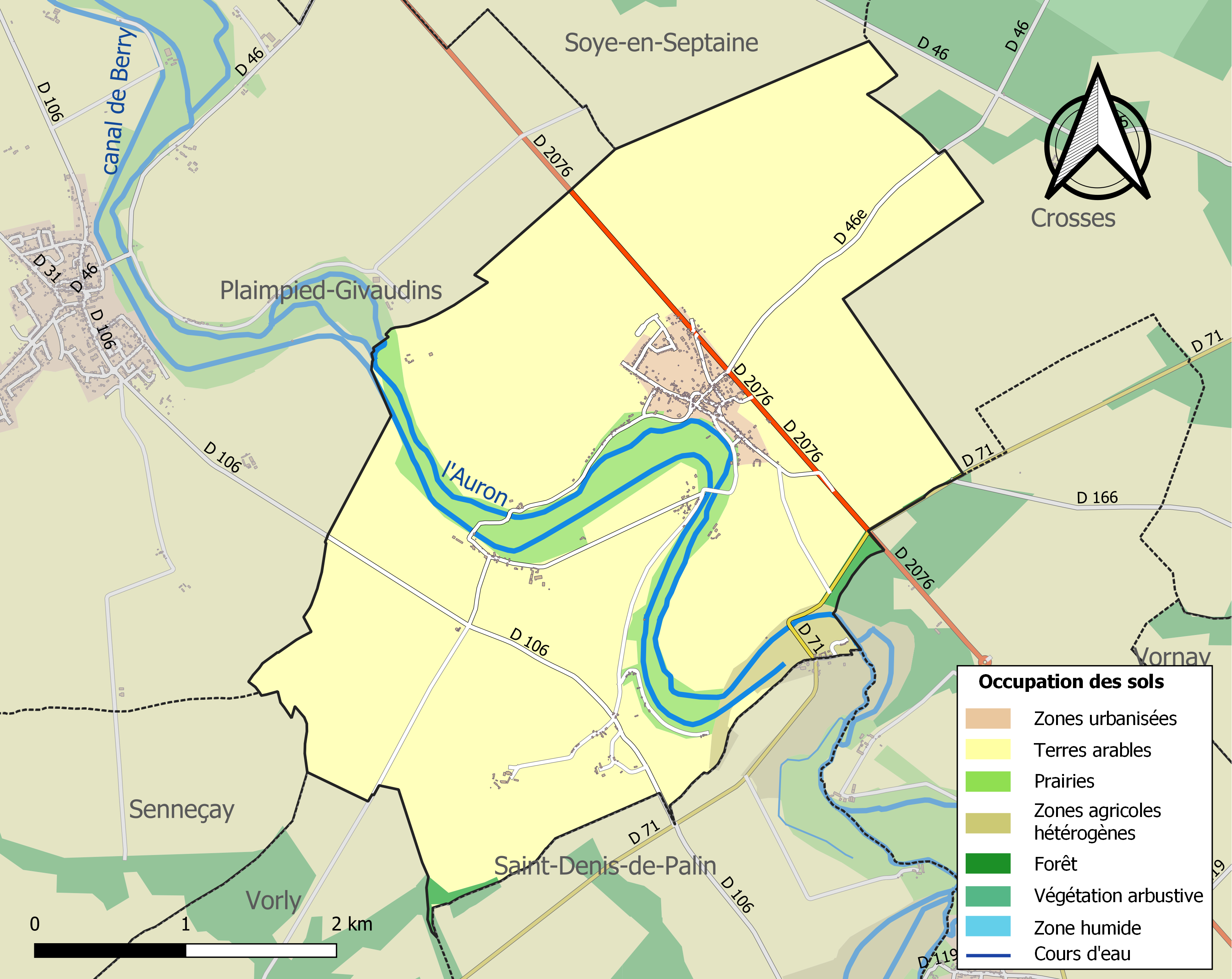
Carte des infrastructures et de l'occupation des sols de la commune en 2018 (CLC).

### Risques majeurs
Le territoire de la commune de Saint-Just est vulnérable à différents aléas naturels : météorologiques (tempête, orage, neige, grand froid, canicule ou sécheresse), mouvements de terrains et séisme (sismicité faible). Il est également exposé à un risque technologique,  le transport de matières dangereuses. Un site publié par le BRGM permet d'évaluer simplement et rapidement les risques d'un bien localisé soit par son adresse soit par le numéro de sa parcelle.

#### Risques naturels

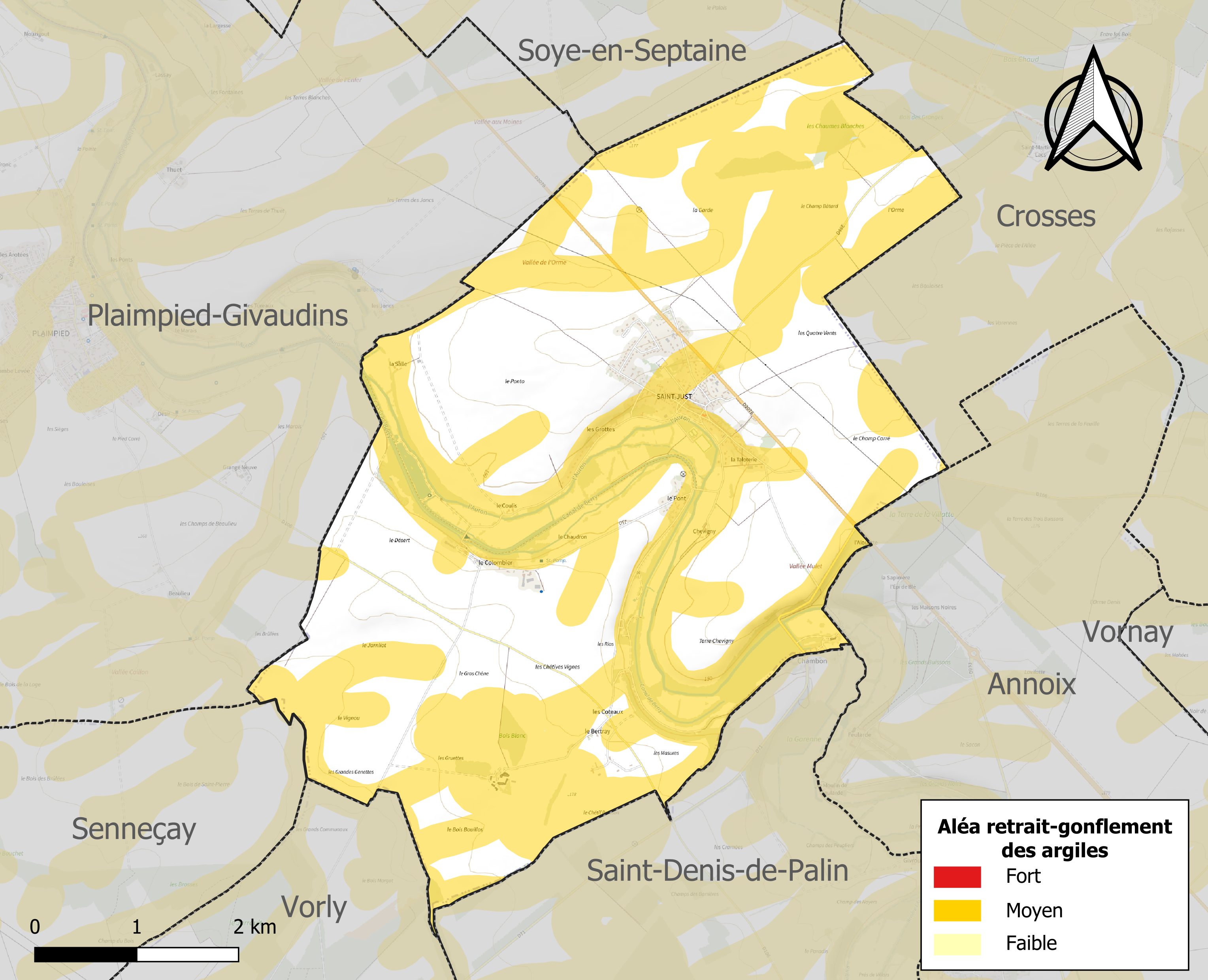
Carte des zones d'aléa retrait-gonflement des sols argileux de Saint-Just.

La commune est vulnérable au risque de mouvements de terrains constitué principalement du retrait-gonflement des sols argileux. Cet aléa est susceptible d'engendrer des dommages importants aux bâtiments en cas d’alternance de périodes de sécheresse et de pluie. 55,7 % de la superficie communale est en aléa moyen ou fort (90 % au niveau départemental et 48,5 % au niveau national). Sur les 293 bâtiments dénombrés sur la commune en 2019, 171 sont en aléa moyen ou fort, soit 58 %, à comparer aux 83 % au niveau départemental et 54 % au niveau national. Une cartographie de l'exposition du territoire national au retrait gonflement des sols argileux est disponible sur le site du BRGM,.
Concernant les mouvements de terrains, la commune a été reconnue en état de catastrophe naturelle au titre des dommages causés par des mouvements de terrain en 1999.

#### Risques technologiques
Le risque de transport de matières dangereuses sur la commune est lié à sa traversée par des infrastructures routières ou ferroviaires importantes ou la présence d'une canalisation de transport d'hydrocarbures. Un accident se produisant sur de telles infrastructures est en effet susceptible d’avoir des effets graves au bâti ou aux personnes jusqu’à 350 m, selon la nature du matériau transporté. Des dispositions d’urbanisme peuvent être préconisées en conséquence.

## Histoire
Il n’y a pas à notre connaissance d’écrit historique sur les origines de la commune de Saint Just, seulement une légende qui relate la vie d’Ursin dont les premiers écrits datent du XIe siècle.
En 250 après J-C, sous le règne de l’empereur romain Dèce. Ursin est missionné par le Pape pour prêcher l’Evangile est accompagné de l’un de ces fidèles nommé Just.
Épuisés, ils s’arrêtèrent à 13 km de Bourges, exactement à la neuvième borne miliaire, dans la ville neuve : Villanova. Just y mourra et c’est ainsi que Villanova devient Saint Just (sans trait d’union) en l’honneur de ce premier missionnaire de la chrétienté en Gaule.
Ursin continue son chemin et devient le premier évêque de Bourges.
Située au bord de la grande voie impériale romaine, cette ville neuve veut se démarquer des anciens sites celtes tels que Cambone (Chambon) ou boscoviridis (Boisvert). C’est ainsi que d’autres villae (grandes fermes gallo-romaines) voient le jour : villa du Colombier, villa de La Salle.
Un aqueduc la borde au Nord, celui qui vient de Traslay et qui alimente Bourges. On en a trouvé des vestiges rue du Point du jour et dans le cimetière. Ce vestige est actuellement exposé sur la place de l’église.
Saint Just est partagée entre deux pouvoirs : *Le féodal avec les seigneurs de Chambon et Saint Just, le religieux avec différentes maisons canoniales berruyères, principalement, Montermoyen (notamment au Colombier où elle est propriétaire du moulin) et les chanoines de Saint Outrille du Château les Bourges dont l’influence s’étend sur la rive droite de l’Auron (elle construit en outre la collégiale Saint-Étienne de Dun-sur-Auron et vraisemblablement la chapelle Saint Just).
L’église Saint Just restera sous la responsabilité de ces chanoines du Château jusqu’à la révolution qui déporta ce curé nommé Justin dans l’ile de Ré. Ces années terribles virent l’église vendue comme bien national et le dernier seigneur de Chambon obligé de vendre ses terres et son château à un notable de Bourges, Michel Corbin.
Ses descendants possèdent encore le château qui, de château fort avec douves, prison et pont-levis, bâti sous Louis XI par Jacquelin Trousseau, devint une belle demeure style Louis XVI.  Celui-ci a conservé une tour avec, à l‘origine, une chapelle dédiée à Sainte Madeleine, accordée à un ancien propriétaire, Amélius de Charenton et dont les chapelains étaient sous le contrôle du curé de Saint Just, chanoine du château les Bourges.
Dans toute cette période de l’Ancien Régime, l’histoire de Saint Just est marquée par celle des seigneurs féodaux. La région de Bourges connait une famille qui se développa sous Charles VI, Charles VII et Louis XI, la famille Trousseau, liée à Jacques Cœur. La dernière de la lignée Trousseau, Gabrielle, est enterrée dans le chœur de l’église de Saint Just avec son époux, Hilaire de Westerbourg, gouverneur de la grosse Tour de Bourges. Suivirent une série de descendants qui conduisirent le château à la ruine jusqu’à la famille De Cullon qui s’expatria.
La situation géographique au bord d’une rivière et sur le grand chemin royal Bourges - Dun participe au développement économique de Saint Just qui gagne alors en population.
Quelques activités industrielles sont présentes avec un four à plâtre à Chambon, un four à chaux près du village, le façonnage du bois avec une scierie d’abord à Chambon puis au bord du canal de Berry, au début du XXe siècle.
Le canal de Berry formaté en partie dans le lit de l’Auron, vers les années 1830 jusqu’à son déclassement en 1956, fut aussi un atout de son développement industriel.
Les activités d’élevage, en particulier du mouton, furent reconnues dans le monde agricole.
La population atteint son chiffre maximal en 1876, avec plus de 700 habitants. La municipalité entreprend alors de grands travaux : agrandissement de l’église, construction d’un nouveau cimetière respectant les normes sanitaires, construction en pierre du pont de l’Auron (le pont du canal avait été reconstruit en 1848 et remplaçait un pont à bascule), construction d’une école libre de jeunes filles qui devint laïque après 1905.
Pendant la Seconde Guerre mondiale, Saint-Just est coupé en deux par la ligne de démarcation.

## Politique et administration
| Période   | Période       | Identité          | Étiquette | Qualité               |
| --------- | ------------- | ----------------- | --------- | --------------------- |
| 1977      | mars 2001     | Jean Marie Morin  |           |                       |
| mars 2001 | mars 2014     | Jean-Paul Joffroy |           |                       |
| mars 2014 | décembre 2015 | Nicole Lozé       |           |                       |
| mars 2016 | En cours      | Stéphane Garcia,  | Horizons  | Policier ou militaire |

## Démographie
L'évolution du nombre d'habitants est connue à travers les recensements de la population effectués dans la commune depuis 1793. Pour les communes de moins de 10 000 habitants, une enquête de recensement portant sur toute la population est réalisée tous les cinq ans, les populations de référence des années intermédiaires étant quant à elles estimées par interpolation ou extrapolation. Pour la commune, le premier recensement exhaustif entrant dans le cadre du nouveau dispositif a été réalisé en 2006.

En 2022, la commune comptait 646 habitants, en évolution de +1,1 % par rapport à 2016 (Cher : −2,48 %, France hors Mayotte : +2,11 %).
| 1793 | 1800 | 1806 | 1821 | 1831 | 1836 | 1841 | 1846 | 1851 |
| ---- | ---- | ---- | ---- | ---- | ---- | ---- | ---- | ---- |
| 400  | 373  | 377  | 377  | 515  | 534  | 554  | 575  | 593  |

| 1856 | 1861 | 1866 | 1872 | 1876 | 1881 | 1886 | 1891 | 1896 |
| ---- | ---- | ---- | ---- | ---- | ---- | ---- | ---- | ---- |
| 635  | 694  | 681  | 625  | 717  | 684  | 702  | 656  | 626  |

| 1901 | 1906 | 1911 | 1921 | 1926 | 1931 | 1936 | 1946 | 1954 |
| ---- | ---- | ---- | ---- | ---- | ---- | ---- | ---- | ---- |
| 620  | 612  | 627  | 535  | 504  | 527  | 525  | 535  | 515  |

| 1962 | 1968 | 1975 | 1982 | 1990 | 1999 | 2006 | 2011 | 2016 |
| ---- | ---- | ---- | ---- | ---- | ---- | ---- | ---- | ---- |
| 534  | 522  | 534  | 558  | 589  | 558  | 544  | 601  | 639  |

| 2021 | 2022 | - | - | - | - | - | - | - |
| ---- | ---- | - | - | - | - | - | - | - |
| 650  | 646  | - | - | - | - | - | - | - |

## Culture locale et patrimoine

### Lieux et monuments
- L'église Saint-Just.

### Héraldique
| Blason de Saint-Just | Les armes de Saint-Just se blasonnent ainsi : Mi-taillé : au 1er d'azur aux trois fleur de lys d'or, à la bordure engrêlée cousue de gueules, au 2e écartelé d'or et de sinople, à la burèle ondée d'azur brochant sur le trait du coupé. |